# Concept-Map

Concept-Map als Begriffslandkarte

Eine Concept-Map (dt. Begriffslandschaft) ist die Visualisierung von Begriffen (Concepts) und ihren Zusammenhängen in Form eines Netzes. Sie ist ein Mittel zur graphischen Darstellung von Informationen und ein Mittel der Gedankenordnung und -reflexion.
Eine verwandte jedoch schwächere Darstellungsart stellen Mind-Maps dar, die lediglich eine Baumstruktur aufweisen. Zu unterscheiden sind Concept-Maps auch vom Semantischen Netz, das strikt auf den Inhalt bezogen ist und nicht unbedingt eine graphische Repräsentation besitzt.

## Aufbau
Die Elemente der Darstellung sind Rechtecke, Pfeile und Pfeilbeschriftungen. Die Rechtecke repräsentieren Begriffe. Die Pfeile zwischen den Begriffen symbolisieren die Beziehungen zwischen den Begriffen. Die Pfeilbeschriftungen spezifizieren die Art der Beziehung:
- statisch (besteht aus, d. h., z. B., entspricht, ist, ähnelt, ein Teil von) oder
- dynamisch (führt zu, durch, verändert, hat zum Ziel, bewirkt, dient, wirkt als, beeinflusst, benötigt, spricht für, erhöht, verringert);

die Pfeilspitze legt dabei die Leserichtung der jeweiligen Beziehung fest.

## Unterschiede zur Mind-Map

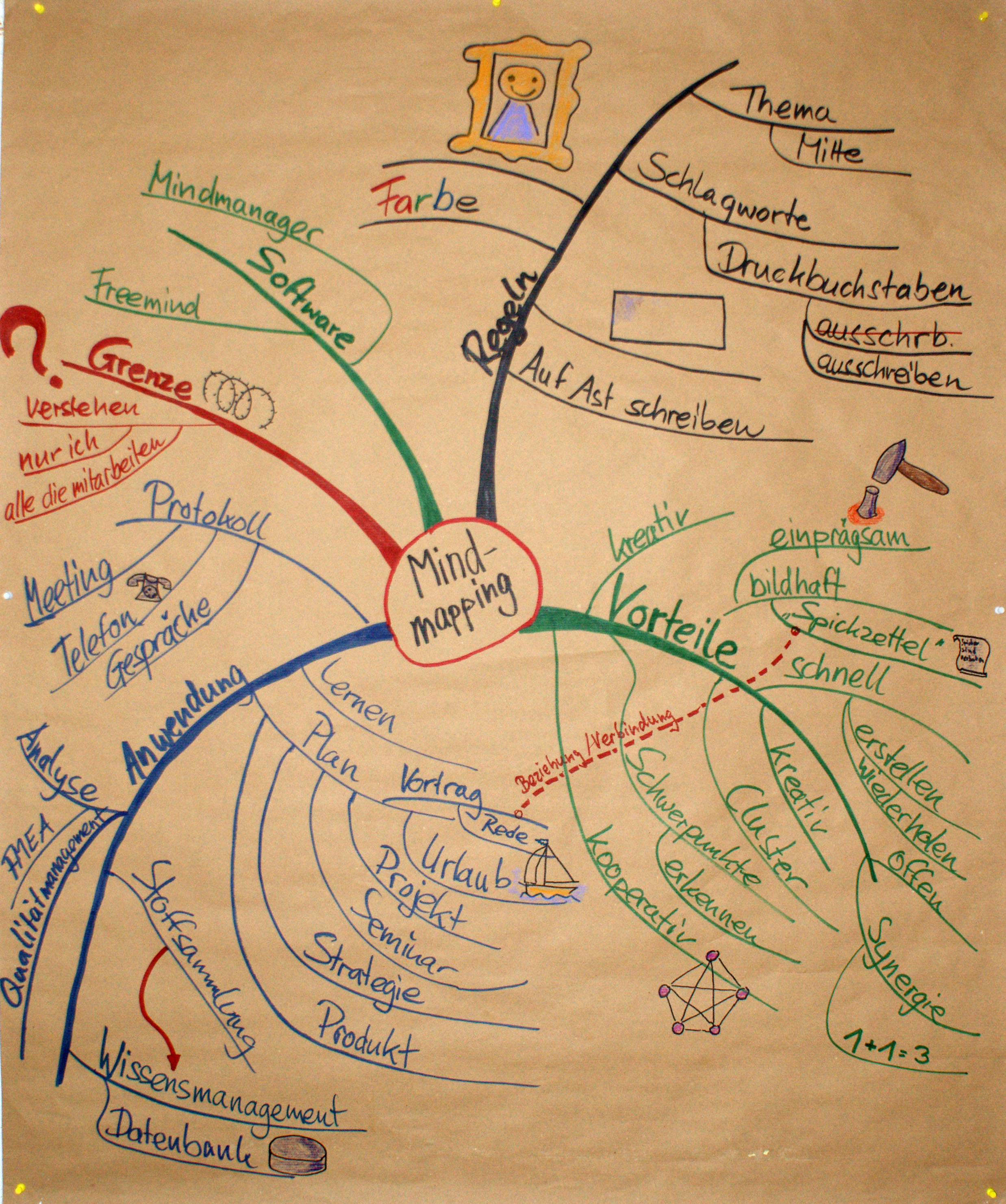
Mind-Map zum Thema Mind-Mapping

Eine Concept-Map enthält im Unterschied zur Mind-Map beschriftete Relationen zwischen den Konzepten resp. Begriffen. Zudem kann eine Concept-Map mehrere zentrale Begriffe abbilden. Die Querverbindungen zwischen den Begriffen sind i. d. R. nicht hierarchisch (d. h. ähnlich einem Straßennetz). Eine Mindmap dagegen ist von einem zentralen Begriff, von innen nach außen aufgebaut (d. h. ähnlich einem Baum mit Stamm und Ästen); nicht-hierarchische Querverbindungen zwischen Begriffen sind nicht möglich.
Bei der Concept-Map ergibt sich die Struktur aus der Semantik ihrer Begriffe; sie regt darum zum analysierenden und reflektierenden Denken über den Gegenstand der Concept-Map an. Bei der Mind-Map werden Begriffe spontan verkettet; dadurch wird das assoziative und kreative Potential des Denkens stimuliert.
Eine Concept-Map zu erstellen, dauert deutlich länger als eine Mind-Map zu erstellen: in der Regel sind mindestens drei Neukreationen, Umstrukturierungen etc. nötig. Gerade in diesem Teil des Entstehungsprozesses liegt die kognitive Weiterverarbeitung und Neugreifung des zugrunde liegenden Themas.
Wegen der fehlenden inhaltlichen Beziehungen benötigt eine Mind-Map weniger Platz als eine semantisch reichere Concept-Map.

## Kognitiver Prozess
Concept-Maps visualisieren Konzepte und die Relationen zwischen diesen Konzepten. Dieser kognitive Prozess lässt sich in vier Schritten beschreiben, in denen das (mentale) Konzept eines Gegenstandes oder Sachverhaltes in eine (reale) Graphik externalisiert und damit sichtbar wird.
- Die Reduktion stellt den ersten Schritt zur Erstellung einer Concept-Map dar. Dabei wird das vorhandene Wissen auf wenige Begriffe, d. h. auf das Wesentliche, reduziert.
- Die Punkte zwei und drei, Strukturierung und Visualisierung, laufen synchron ab, indem das Ergebnis des ersten Schritts auf ein Papier aufgezeichnet wird. Strukturierung bedeutet praktisch, die räumliche Anordnung zweier Begriffe zueinander, d. h. untereinander oder nebeneinander, weit entfernt oder nahe beieinander. Diese räumliche Anordnung ergibt sich aus dem semantischen Gehalt der einander zugeordneten Begriffe (d. h. Auto(Ganzes) –(hat)→ Reifen(Teil) oder Auto(Unterbegriff) –(ist)→ Fahrzeug(Überbegriff) –(umfasst)→ Reisebus(Unterbegriff), d. h. Reisebus und Auto sind beides Fahrzeuge).
- Ist die räumliche Anordnung aller wesentlichen Begriffe vollzogen, so wird im vierten Arbeitsschritt, der Elaboration, dieses Begriffsnetz weiter verfeinert. Dieses kann zum einen bedeuten, die Pfeile detailliert zu beschriften, d. h. die Relationen präziser beschreiben (statisch oder dynamisch), oder das gesamte Konzept mit anderen peripheren Begriffen zu erweitern. (d. h. Auto –(benötigt)→ Straße).[2]

Weil die fertige Concept-Map die Externalisierung eines mentalen Netzwerks aus verschiedenen Konzepten und Relationen ist, ermöglicht sie es, alle Elemente der Gedanken dazu (d. h. die Begriffe) strukturiert darzustellen. Damit bietet diese graphische und somit synchrone Darstellungsform eines Begriffsnetzwerks gegenüber der diachronen schriftlichen oder mündlichen Darstellung eines Konzeptes oder mehrerer verbundener Konzepte (Darstellung durch sprachliche Erläuterung) den Vorzug eines schnell zu erstellenden Überblicks; anhand einer Concept-Map kann das Denken und das Verständnis zu einem Themenbereich leicht sichtbar gemacht und reflektiert werden. Sind Konzepte und die Verbindungen zwischen ihnen in dieser Form sichtbar, können Unstimmigkeiten, Fehlkonzepte und Wissenslücken identifiziert werden.

## Nutzen
Durch die Wissensstrukturierung und intensivere Beschäftigung mit einzelnen Begriffen und Beziehungen verbessert sich die Behaltensleistung und Wissenslücken sind einfacher zu erkennen. Concept Mapping kann als Lernstrategie verstanden werden.
Im Lehr-/Lernkontext kann Concept Mapping unterschiedlich realisiert werden, z. B. als Einzelarbeit oder als Gruppenarbeit (an einer Tafel oder in einem digitale Tool) erfolgen. Begriffe können auch mithilfe einzelner Karten oder Notizzettel gesammelt und dann gemeinsam geordnet und verknüpft werden. Concept-Maps erscheinen insbesondere geeignet, um elaboriertes Wissen über Zusammenhänge in einem Wissensgebiet (Wissensdomäne) abzubilden. Sie sind im Bereich Curriculumentwicklung und Unterrichtsplanung ebenso wie im Bereich Lehrmittel als Strukturierungshilfe nutzbar. Darüber hinaus können sie Verwendung als Lernmittel zur aktiven Wissenskonstruktion und als Instrument der Wissensdiagnose (qualitativ und quantitativ) finden. Zur quantitativen Strukturanalyse können Verfahren der Graphentheorie herangezogen werden. Der quantitativ inhaltliche (korrespondenzanalytische) Vergleich von Concept-Maps kann analog der Signalentdeckungstheorie erfolgen.
Lernen mit Concept-Maps fällt leichter und verläuft erfolgreicher als mit normalen Lernmethoden: Studien belegen, dass Wissen mit Concept-Maps leichter erworben werden kann als mit konventionellen Lernmethoden und auch länger abrufbar bleibt. Auch als Mittel der Texterschließung eignen sich Concept-Maps, gerade für leseschwache Schüler. Die höhere Lerneffizienz lässt sich wie folgt erklären:
- Visualisierung: Durch die Visualisierung in Form der graphischem Darstellung entsteht eine reichhaltigere Gedächtnisspur als bei nur auf verbaler Vermittlung basierendem Lernen.
- Aktive Auseinandersetzung mit der Information: Ein Lernender, der eine Information mittels eines Mapping-Verfahrens darstellt, muss sich aktiv mit der gegebenen Information auseinandersetzen; diese elaborierende Wiederholung ist eine wichtige Lerneffektivitätsdeterminante.
- Reduktion von Komplexität eines Inhaltes: Die Information wird auf die wesentlichen Aspekte reduziert. Dies kann nur durch intensive Auseinandersetzung geleistet werden. Zu große Komplexität (wie z. B. durch das Lernen an Fallbeispielen) kann zu einer Überforderung führen, da der Lernende nicht alle Ressourcen bereitstellen kann, die für eine Verarbeitung wichtig wären.
- Verbesserung der Rückmeldung über eigenes Wissen: Die erarbeitete externale Struktur des Wissens kann leicht daraufhin überprüft werden, ob das Wissen vollständig und korrekt abgebildet ist. Mapping-Techniken können somit metakognitive Prozesse der Kontrolle des eigenen Vorgehens anregen.
- Bedeutungsvolles Lernen: Das Mappingverfahren setzt eine hohe Lerneraktivität voraus. Begriffe werden dabei nicht isoliert gelernt, es wird damit vielmehr ein ganzes kognitives Netz über einen Gegenstandsbereich abgebildet. Damit werden neue Einsichten über den Zusammenhang von Begriffen erworben.

Concept-Maps eignen sich auch zum grafischen Entwurf semantischer Netzwerke. Concept-Maps lassen sich interpretieren als eine Anzahl von RDF-Tripels, die jeweils eine Aussage darstellen. Eine RDF-Aussage besteht aus Subjekt, Prädikat, Objekt. Das Prädikat entspricht der Pfeilbeschriftung der Concept-Map, das Subjekt ist der Begriff am Pfeilursprung, das Objekt liegt an der Pfeilspitze.

## Software-Tools
Beim Erstellen von Concept-Maps mit Hilfe geeigneter Computerprogramme ist, neben dem Abspeichern und nachträglichen Ändern der Karte, eine Verknüpfung der Begriffe mit zugehörigen Dateien und Internetadressen möglich.